# Higiene laboral
La higiene laboral és el conjunt de normes i procediments tendents a la protecció de la integritat física i mental del treballador, preservar-lo dels riscos de salut inherents a les tasques del càrrec i l'ambient físic on s'executen.

## Concepte
Des del punt de vista de l'administració de recursos humans, la salut i la seguretat dels empleats constitueix una de les principals bases per a la preservació de la força laboral adequada. Perquè les organitzacions assoleixin els seus objectius han de disposar d'un pla d'higiene adequat, amb objectius de prevenció definits, condicions de treball òptimes, un pla de seguretat del treball depenent de les seves necessitats.
La higiene laboral està relacionada amb el diagnòstic i la prevenció de malalties ocupacionals a partir de l'estudi i control de dues variables: l'home i el seu ambient de treball, és a dir, que té un caràcter eminentment preventiu, ja que es dirigeix a la salut i a la comoditat de l'empleat, evitant que aquest es posi malalt o no vagi de manera provisional o definitiva a la feina.

## Contingut
Un pla d'higiene del treball en general cobreix el següent contingut: 
1. Un pla organitzat: involucra la presentació no només de serveis mèdics, sinó també d'infermeria i de primers auxilis, en temps total o parcial, segons la mida de l'empresa.[3][4]
2. Serveis mèdics adequats: abasten dispensaris d'emergència i primers auxilis, si és necessari. Aquestes facilitats han d'incloure:

- Exàmens mèdics d'admissió
- Cures relatius a lesions personals, provocades per
- Incomoditats professionals
- Primers auxilis
- Eliminació i control d'àrees insalubres.
- Registres mèdics adequats.
- Supervisió quant a higiene i salut
- Relacions ètiques i de cooperació amb la família de l'empleat malalt.
- Utilització d'hospitals de bona categoria.
- Exàmens mèdics periòdics de revisió i revisió.